# Vrijehandelszone (China)
Een vrijehandelszone is een type speciale economische zone (SEZ) in de Volksrepubliek China waar goederen geïmporteerd, verhandeld, geproduceerd en geëxporteerd mogen worden zonder directe tussenkomst van de douane. In 2013 werd het district Pudong in het financiële centrum Shanghai aangeduid als de eerste vrijehandelszone, een zogenaamd pilootproject. In 2015 en de daaropvolgende jaren werden nieuwe vrijehandelszones gecreëerd.

## Lijst
- Vrijehandelszone van Chongqing
- Vrijehandelszone van Fujian
- Vrijehandelszone van Guangdong
- Vrijehandelszone van Henan
- Vrijehandelszone van Hubei
- Vrijehandelszone van Liaoning
- Vrijehandelszone van Shaanxi
- Vrijehandelszone van Shanghai
- Vrijehandelszone van Sichuan
- Vrijehandelszone van Tianjin
- Vrijehandelszone van Zhejiang